# Bafutyphlus tsacasi
Bafutyphlus tsacasi is een keversoort uit de familie van de loopkevers (Carabidae). De wetenschappelijke naam van de soort is voor het eerst geldig gepubliceerd in 1986 door Bruneau de Mire.